# Dzogchen

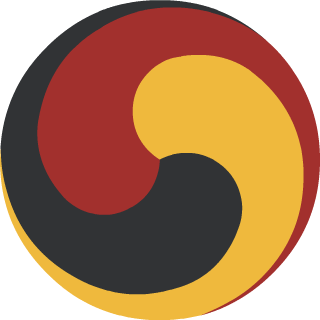
El gankyil, símbol del Dzogchen.

Dzogchen, segons l'escola Nyingma del budisme tibetà i la tradició Bon, és l'estat primordial i condició natural de tot ésser, una condició no-dual, sense afecció i conceptes.